# San Miguel Tecomatlán
San Miguel Tecomatlán là một đô thị thuộc bang Oaxaca, México. Năm 2005, dân số của đô thị này là 219 người.